# Međe
Međe är en kulle i Bosnien och Hercegovina.   Den ligger i entiteten Republika Srpska, i den sydöstra delen av landet, 30 km öster om huvudstaden Sarajevo. Toppen på Međe är 1 076 meter över havet.
Terrängen runt Međe är kuperad västerut, men österut är den platt. Terrängen runt Međe sluttar österut.Närmaste större samhälle är Sokolac, 7,6 km nordost om Međe. 
I omgivningarna runt Međe växer i huvudsak blandskog. Runt Međe är det ganska tätbefolkat, med 67 invånare per kvadratkilometer.